# Черветері
Черветері (італ. Cerveteri) — муніципалітет в Італії, у регіоні Лаціо,  метрополійне місто Рим-Столиця.
Черветері розташоване на відстані близько 34 км на захід від Рима.
Населення — 37 214 осіб (2014).
Щорічний фестиваль відбувається 8 травня. Покровитель — святий Архангел Михаїл.

## Демографія
Населення за роками:

Станом на 1 січня 2023 року в муніципалітеті офіційно проживало 3156 іноземців з 88 країн, серед них 2039 громадян країн Євросоюзу та 103 громадяни України.

## Сусідні муніципалітети
- Ангуїллара-Сабація
- Браччано
- Фіумічіно
- Ладісполі
- Санта-Маринелла
- Тольфа